# 19224 Orosei
19224 Orosei è un asteroide della fascia principale. Scoperto nel 1993, presenta un'orbita caratterizzata da un semiasse maggiore pari a 2,2518837 UA e da un'eccentricità di 0,1592932, inclinata di 6,48311° rispetto all'eclittica.